# Közös képviselő

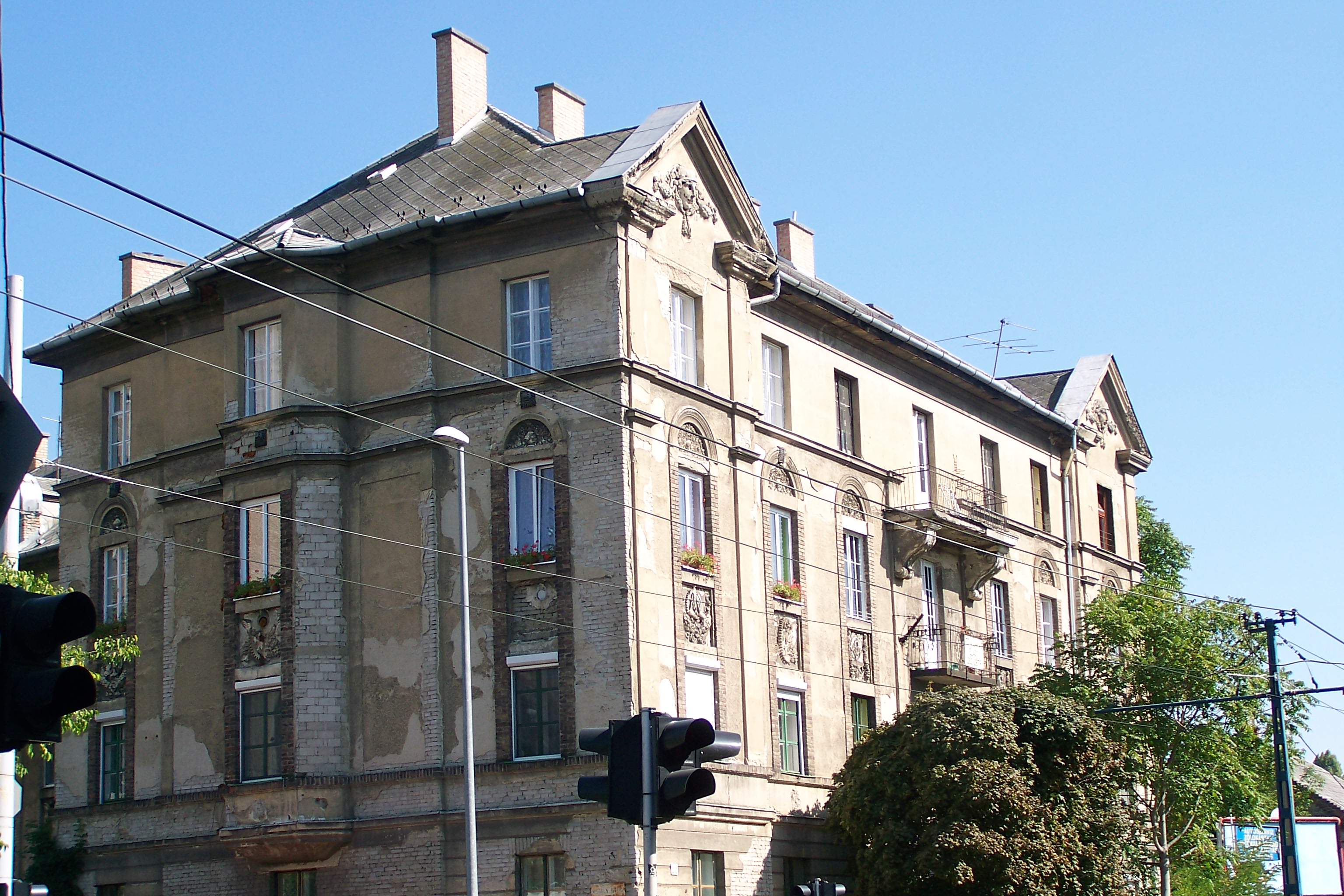
Régi társasház

A közös képviselő a társasházi közösség szervezeti képviselője. A társasházakról szóló 2003. évi CXXXIII. törvény (a továbbiakban: Thtv.) alapján fő feladata az ügyintézés és a társasházi közösség képviselete harmadik személyek, illetve hatóságok és bíróság előtt is. Természetes személy esetében mindig közös képviselőnek nevezzük, azonban mivel közös képviselő lehet jogi személy is, ilyenkor a közös képviselő (élő személy) megnevezés helyett szokták közös képviseletnek (cégforma miatti ragozás) is nevezni. A közös képviselő/képviselet végzi a közösség ügyintézését, a napi feladatok ellátását, a közgyűlési határozatok végrehajtását.

## Személye
Közös képviselő bárki lehet, végzettség sem szükséges hozzá. Lehet természetes személy és jogi személy (jellemzően Bt. vagy Kft.). A törvény nem követeli meg azt, hogy a közös képviselő tulajdonjoggal rendelkezzen az általa képviselt társasházban, mint ahogyan azt sem, hogy a közösség ügyintézését csak természetes személyként lehetne ellátni. Éppen ezért napjainkban egyre több olyan tulajdonközösséggel lehet találkozni, amelynek ügyintézését egy Bt. vagy egy Kft. látja el, mint közös képviselet.

## Szakképesítés
A közös képviselőnek semmilyen szakmai végzettséggel nem kell rendelkeznie.
Teljesen mindegy az, hogy a közös képviselő természetes személyként, vagy közös képviseletet ellátó jogi személyként tevékenykedik, egyik esetben sem feltétel semmilyen szakmai képesítés megszerzése. A közös képviselő és az üzletszerűen végzett társasházkezelői tevékenység nem azonos. A hatályos törvény szakmai végzettség megszerzését kizárólag az üzletszerűen végzett társasházkezelői, illetve üzletszerűen végzett ingatlankezelő tevékenység esetében teszi kötelezővé.
A hatlakásosnál nagyobb társasház közgyűlése a természetes személy közös képviselő részére előírhatja a társasházkezelői szakképesítés megszerzését, amennyiben a közös képviselő a tulajdonostársak megbízása alapján, a társasház kezelésével összefüggő feladatokat is ellátja. Az ilyen közgyűlési határozatban rendelkezni kell arról is, hogy a szakképesítés megszerzésével járó költség megfizetése – ha azt a közös képviselő nem vállalja – a tulajdonostársakat terheli.
A kötelezésre csak egyedi közgyűlési határozattal van lehetőség, melyre nem ír elő minősített többséget a törvény. A szakképesítés megszerzését előíró kötelezésre akkor van lehetőség, ha a közös képviselő a tulajdonostársak megbízása alapján a társasház kezelésével összefüggő feladatokat is ellát. Ez a feltétel szinte minden esetben adott, hiszen a közös képviselő jogkörében eljárva köteles minden szükséges intézkedést megtenni az épület fenntartásának (üzemeltetésének, karbantartásának és felújításának) biztosítása érdekében. Ez a kötelezettség tulajdonképpen azonosítható a társasházkezelői feladatokkal. A közgyűlési határozatban a kötelezésen kívül rendelkezni kell arról is, hogy a szakképesítés megszerzésével járó költség megfizetése a tulajdonostársakat terheli, ha a közös képviselő nem vállalja annak viselését. A közös képviselő ennek a kötelezésnek köteles eleget tenni. Ha a kötelezés ellenére nem szerzi meg a szakképesítést, a közgyűlés felmentheti őt a tisztség alól. Ha a természetes személy közös képviselő társasházkezelést is végez, de ezt nem üzletszerűen teszi, és a közgyűlés sem kötelezi erre, nem köteles a szakképesítés megszerzésére és nem köteles bejelentkezni az ingatlanügyi hatósághoz mint társasházkezelő. Ez a rendelkezés ismételt kimondása a törvényben teljesen felesleges,[forrás?] mert ebből egyértelműen megállapítható, hogy szakképesítést csak annak kell szerezni, aki üzletszerűen folytat társasházkezelői tevékenységet.

## Lehet-e a közös képviselő egyben társasházkezelő is?
Igen, de csak meghatározott feltételek teljesülése esetén. A közös képviselő a közgyűlés határozata alapján társasházkezelői tevékenységet is elláthat. Ebben az esetben a szerződésnek tartalmaznia kell a meghatározott társasházkezelői tevékenység körében ellátandó feladatokat és az e tevékenység díjazása kérdésében történő megállapodást is.
A Thtv. ezen rendelkezése szerint amennyiben a közös képviselő társasházkezelői tevékenység ellátására is megbízást kap, a szerződésnek az erre vonatkozó feladatkörét és a díjazás kérdésében történő megállapodást tartalmaznia kell. Ez egyben azt is jelenti, hogy a közös képviselő nem lesz automatikusan társasházkezelő, ehhez két kötelező feltétel szükséges: egyrészt a közgyűlésnek határozatot kell hoznia erről, másrészt a határozat alapján a tulajdonosi közösségnek megbízási szerződést kell kötnie a társasházkezelő közös képviselővel. A szerződésnek is van két kötelező tartalma: egyik az elvégzendő feladatok meghatározása, másik az ezért járó megbízási díj megállapítása. Ezek hiányában a társasházkezelésre irányuló szerződés nem jön létre.
A törvény szándékoltan nem nevesíti a konkrét díjban való megállapodás kötelezettségét, csupán utal arra, hogy ebben a kérdésben is meg kell állapodni, mert a tevékenység végzése lehet ellenérték nélküli, vagy csak a működési költségeket - de nyereséget nem - felszámító, vagy nyereséget tartalmazó díj egyaránt.
A törvény éles különbséget tesz a közös képviseleti tevékenység keretében elvégzendő feladatok és a társasház kezelés közt. A közös képviselet a társasházi közösség ügyintézését végzi, míg a társasházkezelő
1. a társasház adottságainak ismeretében - gazdasági elemzés alapján - ajánlatot készít az épület fenntartására vonatkozóan,
2. a tulajdonostársakkal kötött megbízási szerződésben foglaltak szerint szervezi az üzemeltetési és karbantartási feladatokat, irányítja és ellenőrzi a tervezett felújításokat,
3. a megbízási szerződés alapján javaslatokat dolgoz ki a társasház gazdálkodása, a közös tulajdonú épületrészek hasznosítása kérdéseiben.

Ingyenesen - bejelentés és szakképesítés nélkül - bárki folytathat olyan tevékenységet, ami társasházkezelésnek minősül, vagy egyetlen alkalommal, egy konkrét feladat vonatkozásában végezhet olyan tevékenységet, amely a társasházkezelés fogalomkörébe tartozik. Ez a tevékenység azonban semmiképpen sem lehet rendszeres, nem irányulhat állandó jövedelemszerzésre.
A Thtv. alapján azonban üzletszerűen csak az végezhet társasházkezelői tevékenységet, aki rendelkezik a törvényben meghatározott szakképesítéssel és eleget tesz a törvény szerinti nyilvántartásba vételre vonatkozó bejelentési kötelezettségének.

## A közös képviselő és a társasházkezelő összehasonlítása
|                                  | Közös képviselő | Társasházkezelő |
| -------------------------------- | --- | --- |
| Jogviszonyának létrejötte        | Választott tisztségviselő, a társasház szervezetének része, ezért kötelező megválasztani (vagy helyette intézőbizottságot). Jogviszonya úgy jön létre, hogy a megválasztás alapján a közösképviselő-jelölt elvállalja a tisztség betöltését. | Nem választott tisztségviselő, nem része a társasház szervezetének, igénybevétele a társasházak számára nem is kötelező, csak egy lehetőség. Nem azonosítható a közös képviseleti tevékenységgel, attól lényegesen szűkebb kört fed le. |
| Jogviszonya                      | A tevékenységre vonatkozhat a munkaszerződés (ritka vagy alig) vagy a megbízási szerződés szabálya. | Megbízási viszonyban, a tulajdonostársakkal kötött megbízási szerződésben foglaltak szerint végzi a tevékenységét. Munkaviszonyban nem végezhető. |
| Eljárási képessége               | Képviseli a társasházi közösséget. A perbeli cselekvőképesség a közös képviselőt illeti meg, társasház sérelmére elkövetett bűncselekmény esetén a közös képviselő jogosult pótmagánvádlóként fellépni. | A tulajdonosi közösség képviseletére nem jogosult. |
| Feladata                         | Feladatait a közgyűlés, a szervezeti-működési szabályzat és a Thtv. is tartalmazza. Feladata különösen (nem teljes és nem részletes felsorolás): 1. A tulajdonosi közösség képviselete. 2. Szerződés megkötése a kamerarendszer üzemeltetőjével. 3. Közgyűlés összehívásával, levezetésével kapcsolatos feladatok. 4. Közgyűlési határozatokkal kapcsolatos feladatok. 5. Írásbeli szavazással kapcsolatos feladatok. 6. Az épület fenntartásával kapcsolatos feladatok. 7. A közös költséggel kapcsolatos feladatok. 8. Iratőrzési feladatok. 9. A tulajdonostársak tájékoztatása a rezsicsökkentésről. 10. A Közgyűlési Határozatok Könyvének vezetése és őrzése. 11. Biztosítani a tulajdonostársaknak az iratbetekintést. 12. A közös költség tartozásra vonatkozó tájékoztatási kötelezettség. 13. Költségvetési javaslat készítése. 14. A társasházközösség könyveinek vezetése. 15. A társasházközösség éves elszámolása, beszámolás. 16. Iratátadási kötelezettség. 17. Adatkezelés. 18. A tűzvédelmi házirend kidolgozása, kiadása, gondoskodni köteles a megismertetéséről, megtartásáról és megtartatásáról. 19. Társasházkezelő hiányában az általa elvégzendő feladatok többségét köteles ellátni. | A társasházkezelő a tevékenységi körén belül: 1. a társasház adottságainak ismeretében – gazdasági elemzés alapján – ajánlatot készít az épület fenntartására vonatkozóan, 2. a tulajdonostársakkal kötött megbízási szerződésben foglaltak szerint szervezi az üzemeltetési és karbantartási feladatokat, irányítja és ellenőrzi a tervezett felújításokat, 3. a megbízási szerződés alapján javaslatokat dolgoz ki a társasház gazdálkodása, a közös tulajdonú épületrészek hasznosítása kérdéseiben. A társasház működésének és fenntartásának hosszabb távú stratégiáját jelenti. |
| Bejelentési kötelezettség        | Nem kell bejelentkezni az ingatlanügyi hatósághoz, nem szolgáltatói tevékenység. | Nyilvántartásba vételre vonatkozó bejelentés köteles szolgáltatási tevékenység, a társasház-kezelő köteles bejelentkezni az ingatlanügyi hatósághoz. |
| Szakképzettség                   | A közös képviselőnek nem kötelező szakmai végzettséggel rendelkeznie. | Üzletszerűen végzett társasházkezelői tevékenységet az folytathat, aki rendelkezik az a Thtv. felhatalmazása alapján kiadott jogszabályban meghatározott szakmai képesítéssel, és megfelel az ott meghatározott egyéb feltételeknek. |
| Üzletszerűen végzett tevékenység | Üzletszerűen végzett közös képviseleti tevékenység a törvényben nincs nevesítve és feltételekhez szabva. Nem minősül gazdasági tevékenységnek. | Üzletszerűen végzett társasházkezelői tevékenység: társasház-kezelői, illetve ingatlankezelői szolgáltatás, mely a szolgáltatási tevékenység megkezdésének és folytatásának általános szabályairól szóló törvényben meghatározottak szerint önálló, üzletszerűen – nyereség elérése érdekében rendszeresen, gazdasági kockázatvállalás mellett – végzett gazdasági tevékenység. |
| Egymás tevékenységének ellátása  | Elláthat társasházkezelői tevékenységet is. A közgyűlésnek határozatot kell hoznia erről, majd a határozat alapján megbízási szerződést kell kötni. | Elláthat közös képviselői tevékenységet is. Ehhez meg kell választani közös képviselőnek. |
| Kizáró okok                      | Nem lehet közös képviselő: a) aki büntetett előéletű, b) aki ilyen tevékenység folytatását kizáró foglalkozástól eltiltás hatálya alatt áll, valamint az, aki c) az ilyen tevékenységével összefüggően keletkezett, jogerősen megállapított fizetési kötelezettségének nem tett eleget. | Nem láthat el társasházkezelői tevékenységet: a) aki büntetett előéletű, b) aki ilyen tevékenység folytatását kizáró foglalkozástól eltiltás hatálya alatt áll, valamint az, aki c) az ilyen tevékenységével összefüggően keletkezett, jogerősen megállapított fizetési kötelezettségének nem tett eleget. |

## A közös képviselő eljárási képessége és felelőssége
A közös képviselőnek a tevékenységi körében, vagyis a megbízás teljesítése során a harmadik személynek okozott károkért a társasház tartozik felelősséggel. A közös képviselő – ahogy a nevében is szerepel – a társasház tulajdonközösségének képviselője, mégpedig szervezeti képviselője, hiszen a társasház szervezetének része, választott tisztségviselő. A képviselő által megtett jognyilatkozat közvetlenül a képviseltet jogosítja és kötelezi. Tehát a közös képviselő által megtett jognyilatkozat közvetlenül a társasház tulajdonközösségét jogosítja és kötelezi. Nem pedig magát a közös képviselőt, aki a társasház (tulajdonközösség) – megbízója – nevében jár el. A társasház tulajdonközössége nevében és érdekében végzett cselekménye a társasház cselekményének minősül.
A képviseleti jog kiterjed mindazon cselekmények elvégzésére és jognyilatkozatok megtételére, amelyek a képviselettel elérni kívánt cél érdekében szükségesek. Ha a meghatalmazott a képviseleti jogát túllépi, álképviselő lesz. A közös képviselő képviselői jogállását támasztja alá a Kúria (korábban Legfelsőbb Bíróság) több ítélete is:
1. A társasház nem jogi személy,[13] perbeli jogképessége a társasház tagjainak vagyis a tulajdonközösségnek van, amelynek képviselőjeként a közös képviselő járhat el. A társasházközösség ügyeiben eljárva a közös képviselő - a tulajdonostársak nevében - jogokat szerezhet és kötelezettségeket vállalhat.[14]
2. A társasház közös képviselőjének képviseleti joga nem korlátlan, csak azokban az ügyekben járhat el a társasház közösség nevében, amelyeknek intézésére jogszabály, vagy a közgyűlés határozata feljogosítja. A közös képviselő a Tht. 43. § (1) bekezdése alapján nem döntéshozó, hanem döntés-előkészítő és végrehajtó szerv, önálló, harmadik személyek felé korlátlan intézkedési jogköre csak a társasház működtetésével és az épület fenntartásával kapcsolatban van.[15]
3. A társasház közös képviselőjének képviseleti joga nem korlátlan, ezért ha olyan szerződést köt, amelyről csak a közgyűlés dönthet és ilyen döntés nincs, akkor a társasház részéről nem áll fenn szerződéskötési akarat és a szerződés nem jön létre.[16]

Habár a társasház képviselete a tevékenység jellege folytán mind munkaviszonyban, mind megbízási viszonyban ellátható, a közös képviselőnek a társasház egyes szerveivel szemben fennálló kötelezettségéből nem következik, hogy a jogviszonya csak munkaviszony lehet, mert a megbízottként eljáró képviselő kötelmei ebből a szempontból ugyanazok.
A Legfelsőbb Bíróság állandó jellegű megbízási viszony körében elvi éllel mondta ki, hogy a kártérítési felelősség szempontjából az alkalmazottal azonos megítélés alá eső megbízott által a megbízás keretének túllépésével okozott károkért a megbízó felel. Ennek az elvi tételnek a kiegészítését és teljessé tételét tartalmazza a BDT2012. 2703. ítélőtáblai döntés, amely szerint az állandó megbízási jogviszony esetén a megbízott által harmadik személynek okozott kárért a megbízó munkáltató módjára, az alkalmazottért való kártérítés szabályai szerint felel, ezért ilyen esetben a megbízott és a megbízó egyetemleges marasztalása kizárt.
A közös képviselő és a társasházközösség közti megbízási jogviszonyból fakadó kötelezettségeinek megsértése (szerződésszegése) miatti felelősség nem harmadik személyekkel szemben áll fenn, hanem a vele szerződést kötő tulajdonközösséggel. Ha a közös képviselet tevékenysége kárt okoz a közösségnek, akkor a közgyűlés dönthet a kártérítési per indításáról. A közösséget ért kár érvényesítésére az egyes tulajdonostársak nem jogosultak a közös tulajdoni hányaduk arányában. A tulajdonostárs kizárólag akkor léphet fel a közös képviselettel szemben, ha annak tevékenységével vagy mulasztásával összefüggésben őt éri kár, de ezért a kárért nem a közösség felelős, mert a közös képviselet nem az őt megillető jogkörén belül eljárva okozta a kárt. Egyebekben az őt megillető jogkörön belül a társasház nevében és érdekében eljáró közös képviselet cselekményei a társasház cselekményeinek minősülnek (képviselet). Ha e jogkörében kárt okoz, azt a társasháznak kell megtérítenie.
A Kúria kártérítés megfizetési ügyében hozott Pfv. 20.369/2015/4. számú határozatában kimondta, hogy „Így alappal mondható erre a Thtv. szerint is képviselői viszonyra, hogy polgári jogi értelemben arra a megbízási szabályokat kell alkalmazni, és az előírtak szerint kell eljárnia. Tehát a képviselő kötelezettségeit, az általános szabályok, utasítások adják és az eljárása során alapvető, hogy a társasház érdekeinek megfelelően kell eljárnia, vagyis a megbízási szerződés szabályait kell alkalmazni, annak alapján vizsgálni annak a teljesítését, illetőleg megszegését és azt, hogy azzal történt-e károkozás.”
A társasház közös képviselőjének külön nevesített helytállási kötelezettsége megtalálható a törvényben. A bíróság a jegyző keresete alapján – ha a társasház működésének törvényessége a közös képviselő magatartása miatt nem biztosítható – százezertől ötmillió forintig terjedő, a jogsértés súlyával arányos bírság megfizetésére kötelezheti a közös képviselőt. A kiszabott bírság megfizetésében a társasházat helytállási kötelezettség nem terheli. Amennyiben a közös képviselő bármilyen módon megpróbálja áthárítani a bírságösszeget a társasházközösségre, azzal ismételten jogsértést követ el, amely a jegyző törvényességi ellenőrzési eljárását vonhatja maga után.

## A közös képviselő büntetőjogi szerepe
Társasház sérelmére elkövetett bűncselekmény esetén a közös képviselő jogosult pótmagánvádlóként fellépni, a tulajdonostársak önállóan nem. A közös képviselő perbeli cselekvőképessége és a bíróság előtti eljárása nem korlátozható, ez a szabály kógens (kivétel nélkül alkalmazandó szabály), sem a társasházközösség sem a tulajdonostársak nem térhetnek el a képviselet szabályaitól. A képviselet jelenti a közösség írásbeli és szóbeli képviseletét is, magában foglalja a közösséget jogosító, illetve kötelező bármely formájú és tartalmú jognyilatkozat megtételét, ideértve a perbeli jognyilatkozatokat is. A képviseleti jogosultság a közös képviseleti tisztséggel jön létre, és annak megszűnésével szűnik meg. Annak azonban nincs akadálya, hogy a közös képviselő a perbeli képviseletre jogi képviselőt hatalmazzon meg. Érdekütközés esetén (például ha a közös képviselővel szemben kell igényt érvényesítenie a társasház-közösségnek) a bíróság által kirendelt ügygondnok képviseli a társasházközösséget.

## A közös képviselő mint "fegyvertelen" quasi-hatóság
A közös képviselőnek nincs hatósági jogköre. A társasházakra vonatkozó polgári jogi szabályok (Ptk., Thtv.) közös jellemzője, hogy vagyoni és egyes személyi viszonyokat szabályoznak, ahol a jogalanyok egyenjogú és mellérendelő kapcsolatban állnak egymással. Mégis találkozhatunk olyan jogszabállyal, amely a közös képviselőt nevesíti és kötelezi bizonyos magatartási szabályok megalkotására, kiadására és ezek betartásának ellenőrzésére.
A tűzvédelmi szabályzat készítéséről szóló 101/2023. (XII. 29.) BM rendelet 5. §-a úgy rendelkezik, hogy a háromnál több építményszinttel rendelkező és tíznél több lakó- és üdülőegységet magában foglaló épületben, épületrészben (ha az társasház) a közös képviselő köteles írásban kidolgozni, Tűzvédelmi Házirend elnevezéssel kiadni az épületre, épületrészre vonatkozó tűzvédelmi használati szabályokat, és gondoskodni ezek megismertetéséről, megtartásáról és megtartatásáról. A közös képviselő a Tűzvédelmi Házirendet a tűzvédelmi helyzetre kiható változás esetén legkésőbb a változástól számított 30 napon belül átdolgozza és naprakészen tartja.
A rendelet szövegéből megállapítható, hogy a közös képviselő Tűzvédelmi Házirenddel kapcsolatos kötelessége nem a közös tulajdonban lévő helyiségekre, terekre, épületrészekre vonatkozik, hanem az egész épületre, épületrészre. Beleértve a tulajdonostárs külön tulajdonú lakását és a nem lakás céljára szolgáló helyiségét is, magyarul mindent, ami az épületben van.
Arról nem rendelkezik semmi, hogy tűzvédelmi szakképzettség hiányában hogyan tud a közös képviselő tűzvédelmi használati szabályokat kidolgozni és kiadni. Arról sem, hogyan tud gondoskodni arról, hogy ezeket a használati szabályokat az egész épületben megtartsák és megtartassák.
A tulajdonostárs köteles lehetővé tenni és tűrni, hogy a külön tulajdonú lakásába a közösség megbízottja a közös tulajdonban álló épületrészekkel, berendezésekkel összefüggésben a szükséges ellenőrzés, a rendkívüli káresemény vagy veszélyhelyzet fennállása miatt a lakáson belül szükséges hibaelhárítás, valamint a fenntartási munkák elvégzése céljából arra alkalmas időben bejuthasson a tulajdonostárs, illetőleg a bentlakó szükségtelen háborítása nélkül. A rendelet azonban nem biztosít ehhez hasonló eszközöket a közös képviselő részére, aki - hatósági jogkör hiányában - a tulajdonostárs saját tulajdonú lakásába és nem lakás céljára szolgáló helyiségébe/eibe a tűzvédelmi használati szabályok betartásának ellenőrzése céljából nem léphet be.
Hogyan tudja ezek alapján betartani a közös képviselő a rendelet rendelkezéseit? A gyakorlatban feltehetően sehogy, ha nem működnek együtt vele. Egy magánjogi jogviszonyban "főszereplő" képviselőt közjogilag meghatározott magatartási szabályok megalkotására és azok betartásának ellenőrzésére kötelezni furcsa jogi helyzetet teremt.

## Kapcsolódó szócikk
- társasházkezelés
- társasház